# Corteggio storico
Il Corteggio storico, o Madonna della Fiera, è una manifestazione della tradizione popolare laico-religiosa che si svolge l'8 settembre di ogni anno nel centro storico di Prato, il cui apice è la solenne ostensione della reliquia della Sacra Cintola dal pulpito di Donatello del Duomo di Prato

## Storia

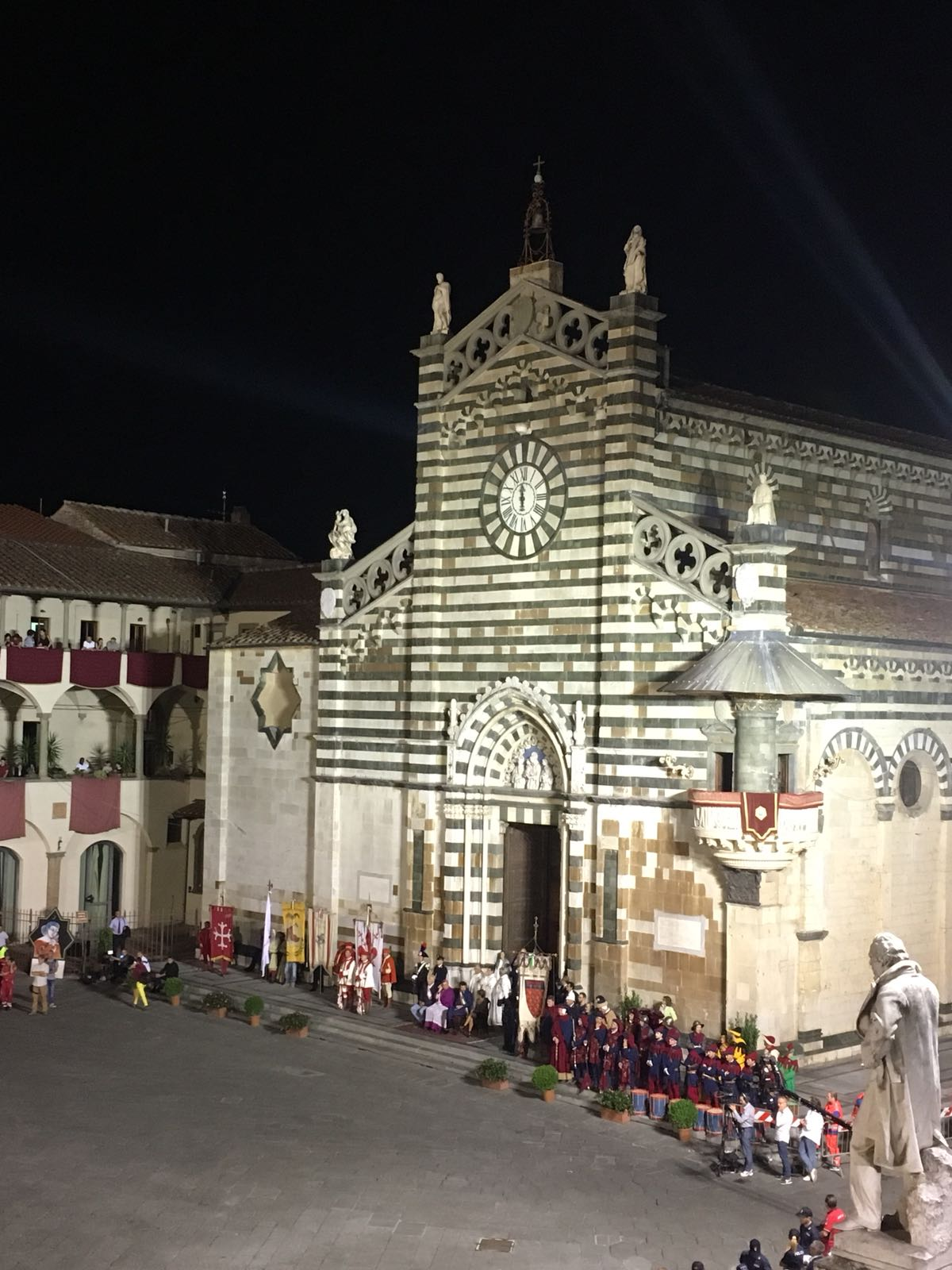
Le autorità davanti al Duomo di Prato

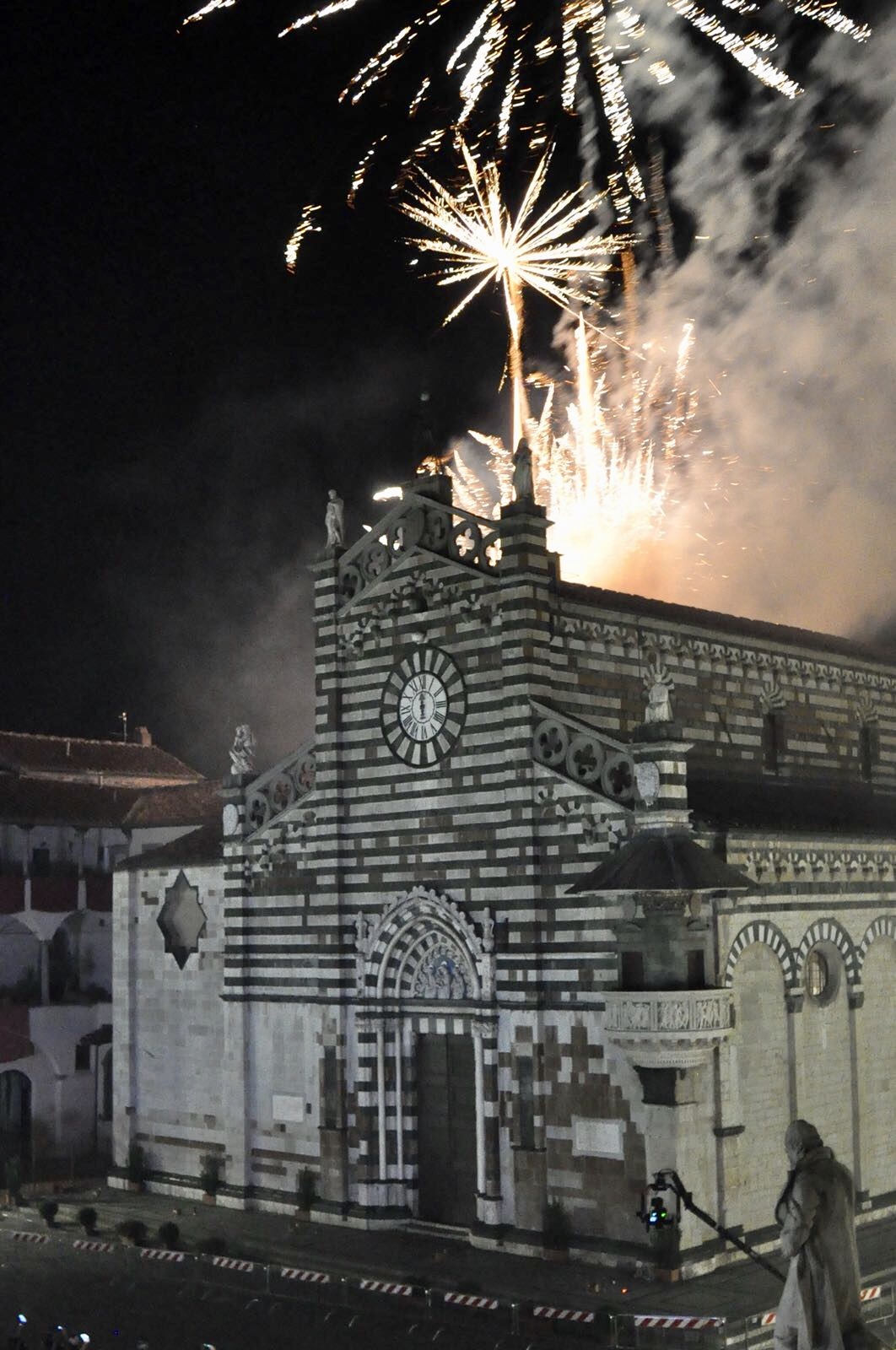
I fuochi d'artificio su piazza del Duomo

Da secoli l’8 settembre, festa della Natività di Maria, è meglio conosciuto a Prato come Madonna della Fiera. In questi giorni infatti si svolgeva in Prato la più importante fiera (mercato) della Toscana.Una ricorrenza nella quale la città si stringe attorno alla preziosa reliquia del Sacro Cingolo custodita da otto secoli nella cattedrale di Santo Stefano.
La sacra Cintola fu donata, secondo la tradizione nel 1172 alla pieve, diventando della seconda metà del XIII secolo, il fulcro della vita religiosa di Prato e anche la ragione delle rivendicazioni di indipendenza politica dalle vicine Firenze e Pistoia. Nei primi secoli la reliquia era in custodia ai canonici della pieve, ma la sua importanza fece sì che una sommossa popolare, guidata dal Comune, la sottraesse ai religiosi. Fu così istituita l'Opera della Cintola, che amministrava le rendite legate ai lasciti e dalle donazioni, e i cui responsabili erano scelti anticamente dal Comune stesso. Anche oggi infatti le chiavi necessarie per aprire la teca dove è conservata sono tre: due del Comune e una della Diocesi di Prato .
L'ostensione solenne dell'8 settembre è ricordata dal XII secolo anche se la codificazione dell'attuale programma della manifestazione è avvenuta nel 1968.
Piazza Mercatale, infatti, fin dal 1100, al tempo una indefinita distesa erbosa libera da costruzioni, era dedicata al mercato quindicinale ed alla 'Fiera di Santa Maria' che si svolgeva per tre giorni a settembre in concomitanza della 'mostra' della reliquia mariana. In questa occasione il Comune predisponeva un padiglione ampio e ricco di panneggiamenti, sormontato da un'asta alla quale era applicato il simbolo della città: un milite armato a cavallo e i gigli d'oro. Veniva anche edificata una 'trabocca' una sorta di baracca di legno che serviva per riparare dal sole o dalla pioggia il saggiatore delle monete e gli ufficiali addetti al buon andamento della fiera.
Già al tempo il Comune spediva lettere ai comuni amici perché facessero conoscere la data della fiera ai loro mercanti e per ottenere il libero passaggio delle merci dirette alla fiera. Per evitare di occludere l'accesso alla piazza era fatto divieto di porre banchi e fare mercato nelle quattro strade che ad essa vi conducevano.
Musici e artisti arrivavano a Prato da tutta la Toscana per dire spettacolo coi loro variegati costumi.
In onore della Vergine venivano liberati in questa occasione alcuni carcerati.
La Pieve veniva tenuto aperto anche di notte per dare ospitalità ai fedeli venuti da lontano in modo che vi potessero pernottare.
Nel 1329 era stato decretato che un pulpito fosse costruito per le ostensioni pubbliche (quello attuale venne costruito sino un secolo dopo, da Donatello e Michelozzo), e l’anno seguente si definirono le cerimonie da tenersi in queste occasioni. 
Nel Cinquecento anche Nicolò Machiavelli scrive ne "La Mandragola":
Quando io ero più giovane, io sono stato molto randagio: e' non si fece mai la fiera a Prato, che io non vi andassi...

## Consegna dei Ceri
La mattina dell'8 settembre dopo il solenne pontificale presieduto dal Vescovo, sul sagrato della cattedrale si svolge la tradizionale cerimonia della Consegna dei Ceri da parte del Comune di Prato alla cappella della Cintola.

## Corteggio

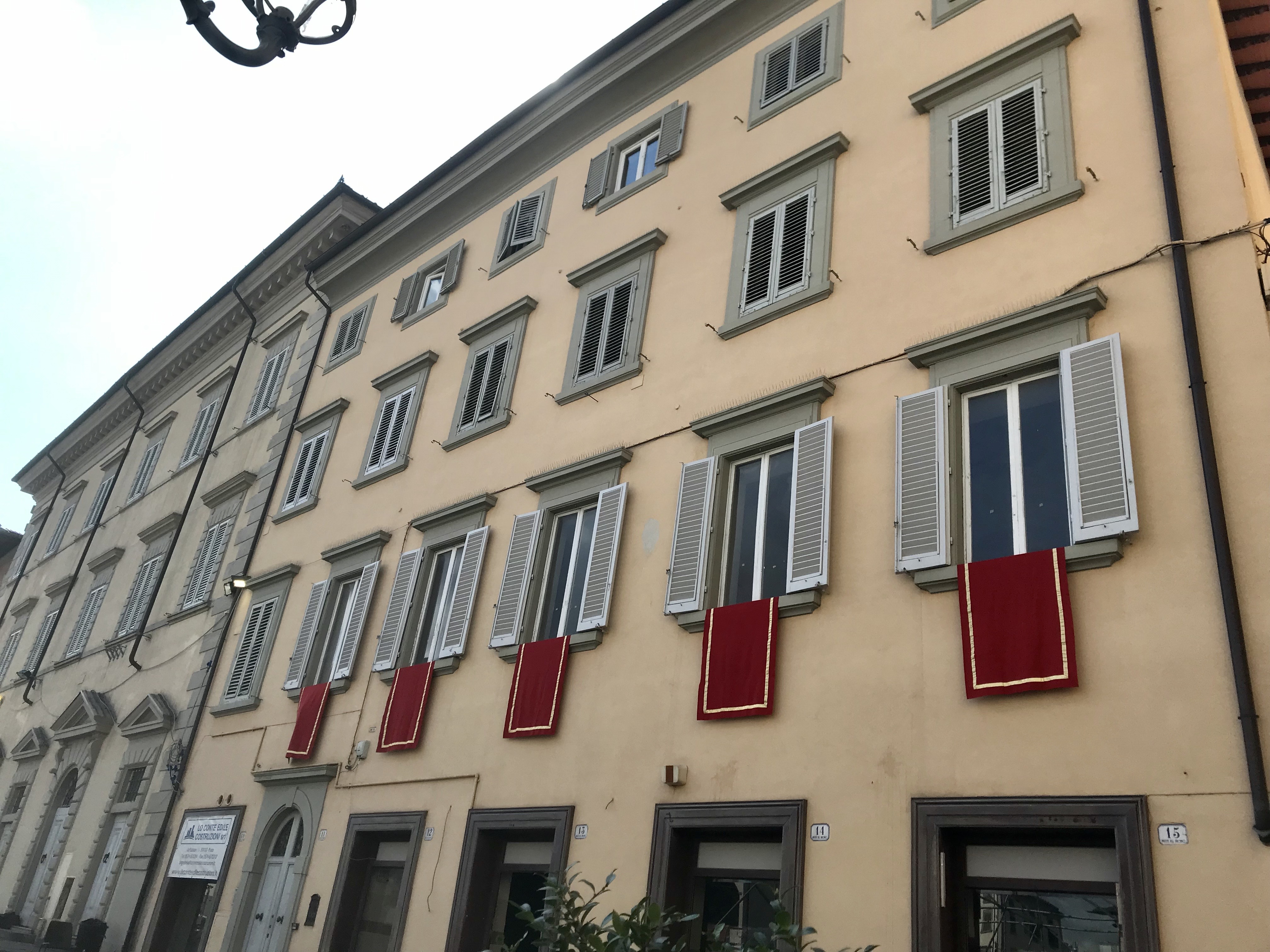
Palazzi addobbati per il Corteggio in piazza del Duomo

La festa moderna prevede la sfilata (detta appunto Corteggio) per le vie del centro cittadino delle autorità civili accompagnate da sbandieratori, gonfaloni delle altre città ospiti, da gruppi di figuranti e musicanti.
Il corteo inizia quando, salutato dai rintocchi della campana La Risorta di Palazzo Pretorio, il gonfalone del Comune esce dal Palazzo Comunale seguito dal Sindaco, le autorità e le rappresentanze delle città gemellate e giungerà in Piazza del Duomo dove gli ospiti della città si schiereranno in attesa della cerimonia dell'Ostensione. 
Già dal XIV secolo infatti, in occasione della Natività di Maria, era stabilito che i quartieri della città, le corporazioni artigianali, i villaggi del contado, le maggiori cariche cittadine dovessero fare oblazioni in denaro e sotto forma di grossi ceri.

## Ostensione solenne

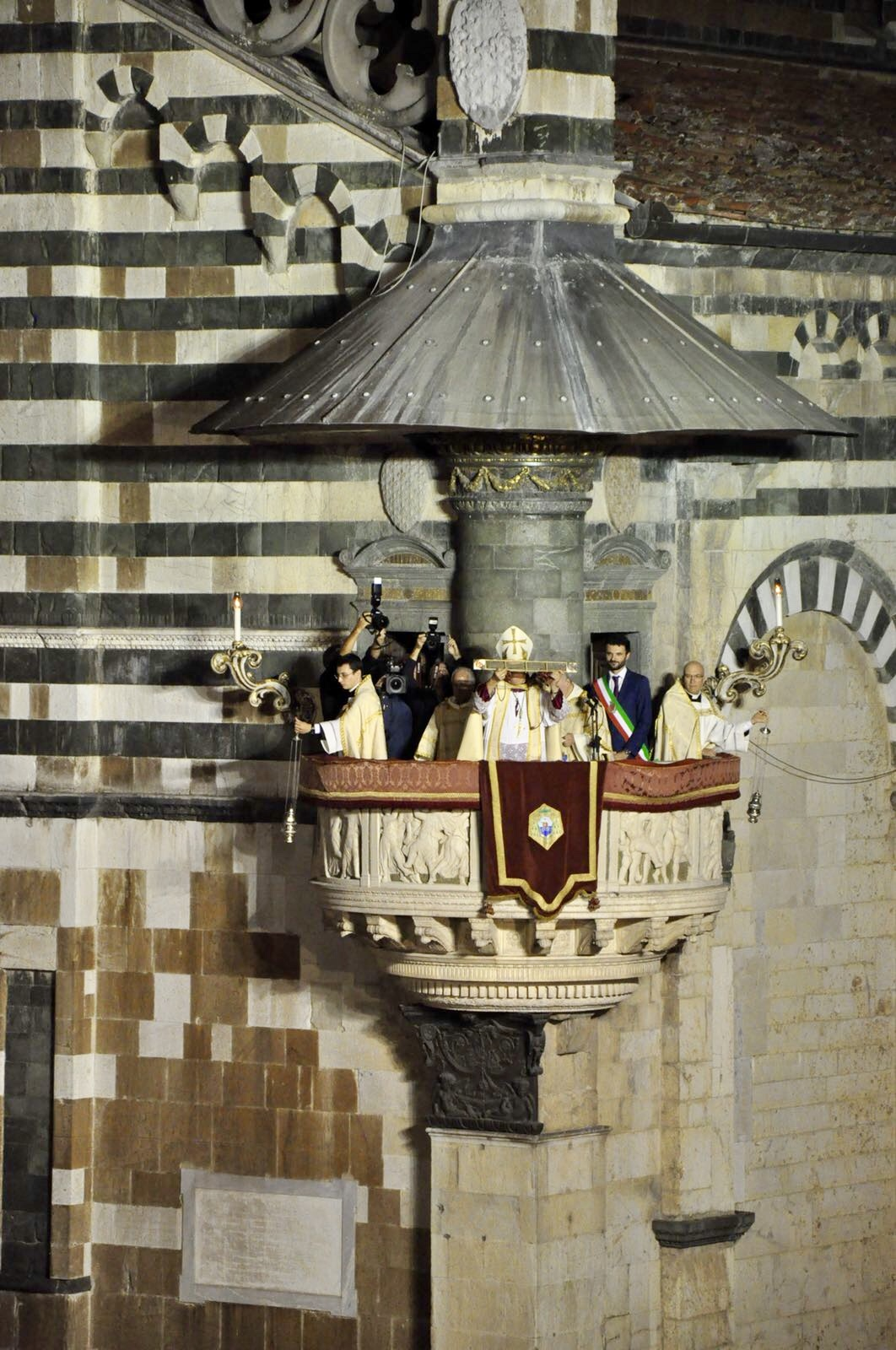
Ostensione solenne della Sacra Cintola dell'8 settembre 2018

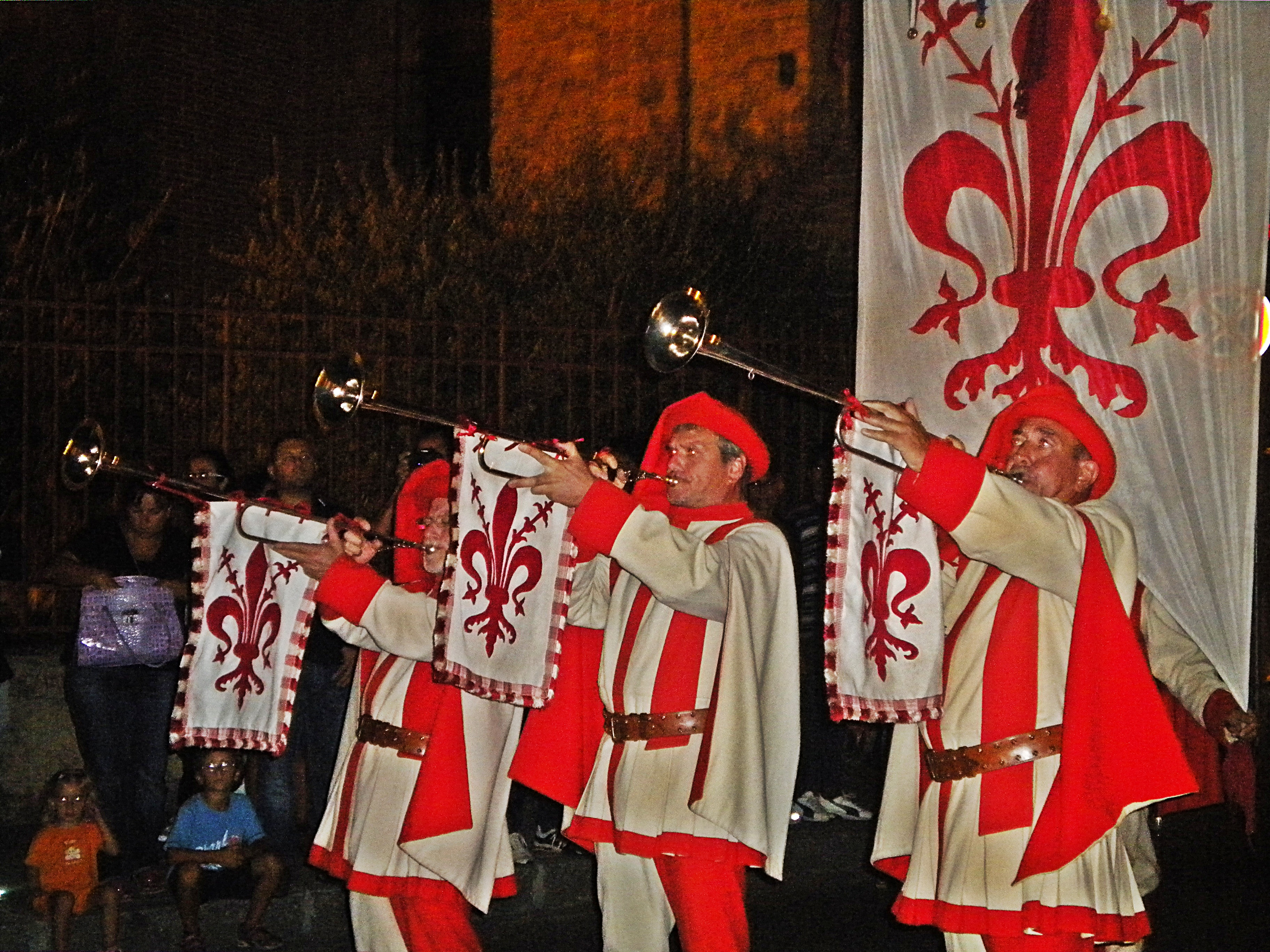
Chiarine del Comune di Firenze durante il corteggio

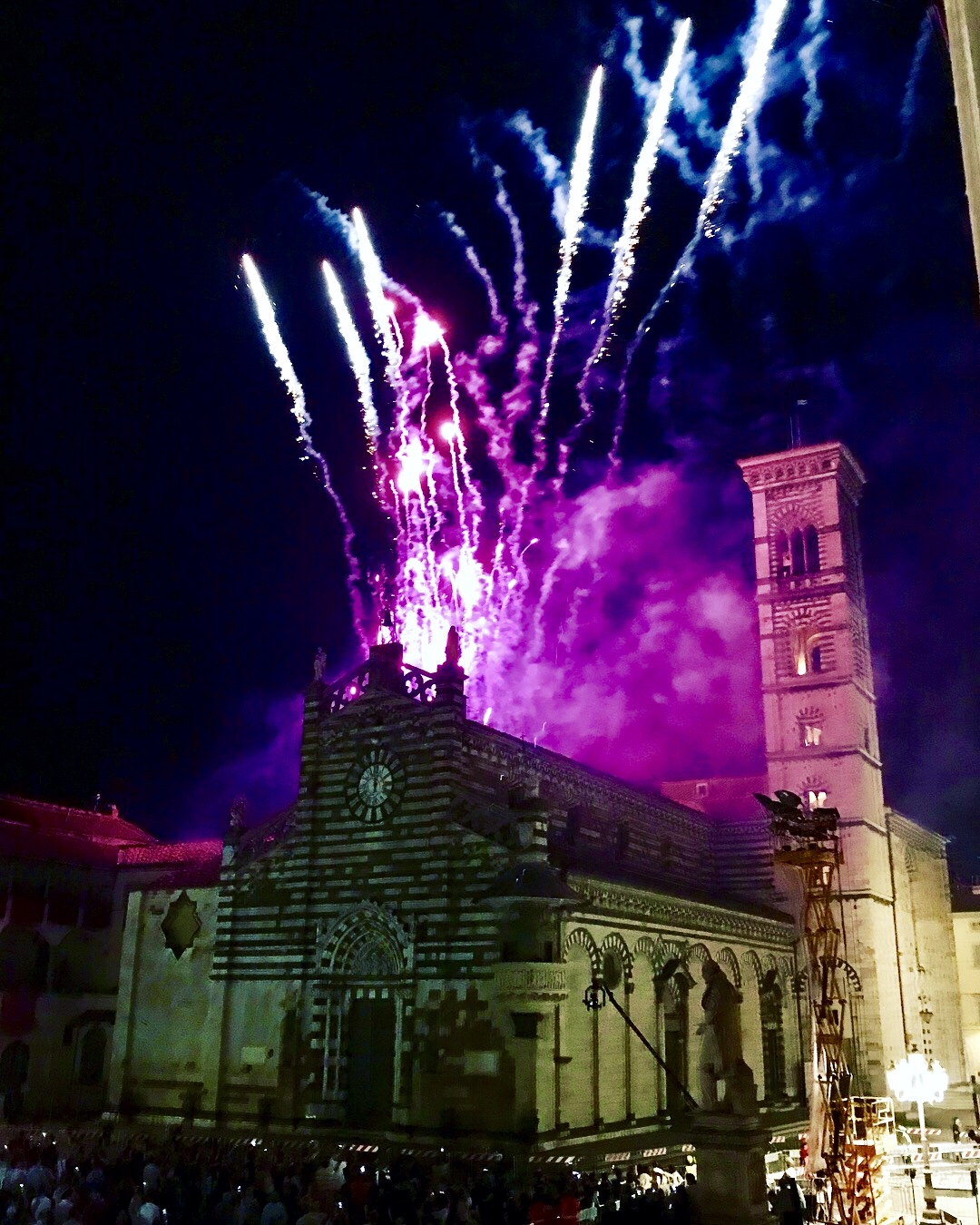
I fuochi d'artificio su piazza del Duomo

Dal pulpito di Donatello, posto sulla facciata principale del duomo, viene mostrata dal Vescovo, accompagnato dal Sindaco, la reliquia della Sacra Cintola della Madonna.

### Storia
Gli statuti del 1297 vietavano di avvicinarsi a meno di tre braccia dal prelato che portava la Sacra Cintola durante l'ostensione, e stabilivano la presenza delle massime magistrature cittadine all’estrazione della reliquia dall’altare ed alla sua ostensione dimostrando in questo modo l’inscindibilità dell’aspetto civile e religioso. Per favorire il culto e l'ostensione della reliquia tra il 1290 ed il 1336, fu creata la nuova grande piazza davanti all’attuale facciata.

### Il rito
La tradizione di mostrare per tre volte la reliquia, entrando e uscendo dalle porte del pulpito di Donatello, deriva dall’uso di mostrare più volte la reliquia ai fedeli raccolti dentro e fuori della chiesa, affacciandosi rispettivamente all’esterno e all’interno dell’antico pulpito precedente a quello attuale, che si trovava sulla facciata laterale in prossimità del campanile.
Il rito inizia alle ore 22,30 con le tre classiche mostre del Sacro Cingolo custodito nel prezioso reliquiario realizzato dal maestro orafo Giampaolo Babetto. Al termine lo spettacolo pirotecnico con i fuochi sparati dal chiostro del duomo.